# Xenoclystia nigroviridata
Xenoclystia nigroviridata är en fjärilsart som beskrevs av W. Warren 1896. Xenoclystia nigroviridata ingår i släktet Xenoclystia och familjen mätare. Inga underarter finns listade i Catalogue of Life.